# 2006 FIFA World Cup (videoigra)
2006 FIFA World Cup je šesta videoigra u FIFA World Cup serijalu i službena igra Svjetskog nogometnog prvenstva 2006. u Njemačkoj. Proizvođač igre je EA Canada, a izdavač EA Sports. 2006 FIFA World Cup je istodobno izdana za GameCube, PC (Microsoft Windows), PlayStation 2, Xbox i Xbox 360; 24. travnja 2006. godine. U Europi je istodobno izdana 28. travnja 2006. Izašla je još i za ručne konzole Game Boy Advance i Nintendo DS. Verzija igre za PlayStation Portable je izašla kasnije, 22. svibnja 2006. godine. PSP verzija je u Europi izašla 19. svibnja 2006. Postoji devet različitih omota igre za određenu regiju. Microsoft je igru izdavao u paketu zajedno s konzolom Xbox 360 u Japan i Europi. Također je i malo prije izdana u Indiji, dok je tu zemlju tresla SP groznica.

## Mogućnosti
Glavna i središnja mogućnost igre je nastupanje u SP-u 2006. u Njemačkoj, uzimanjem jedne od 128 reprezentacija koje su dostupne u igri. Od izdavanja videoigre 2002 FIFA World Cup, izbornik (meni) igre je preoblikovan tako da u njemu bude više mogućnosti (opcija). Online igranje je također omogućeno za rangirane i nerangirane utakmice na PC, PS2, Xbox, i Xbox 360 verzijama.
Igranjem igre 2006 FIFA World Cup online ili s jednim igračem, dobivaju se bodovi za virtualnu riznicu, gdje se mogu kupiti dresovi, bivši nogometaši, razne nogometne lopte, kopačke i posebne mogućnosti. Kao i u prošloj World Cup videoigri, Svjetsko prvenstvo se igra u točnom redu kao i pravom SP-u.

## Ocjene
I IGN i GameSpot su ocijenili nekoliko verzija igre prije njenog izdavanja u Sjevernoj Americi. Sljedeća tablica prikazuje ocjene za verzije određenih platformi; prva je prikazana ocjena IGN-a, a druga ocjena GameSpota.
| Platforma     | IGN | GS  |
| ------------- | --- | --- |
| GameCube      | 8.0 | 8.0 |
| PC            | 8.4 | 8.1 |
| PSP           | 7.8 | 8.4 |
| PlayStation 2 | 8.4 | 7.7 |
| Xbox          | 8.4 | 7.8 |
| Xbox 360      | 8.4 | 8.2 |
| Nintendo DS   | 7.5 | 7.0 |

## Momčadi
Sljedeće nogometne reprezentacije su dostupne u videoigri 2006 FIFA World Cup.

### Afrika (CAF)
| - Alžir - Angola - Benin - Bocvana - Burkina Faso - Kamerun - Zelenortska Republika - Čad - Obala Bjelokosti - Republika Kongo - DR Kongo - Egipat - Gabon - Gana - Gvineja - Kenija | - Liberija - Libija - Malavi - Mali - Maroko - Niger - Nigerija - Ruanda - Senegal - JAR - Sudan - Togo - Tunis - Uganda - Zambija - Zimbabve |

### Azija (AFC)
| - Bahrein - Kina - Hong Kong - Indija - Iran - Irak - Japan | - Sjeverna Koreja - Južna Koreja - Kuvajt - Pakistan - Saudijska Arabija - Uzbekistan - Vijetnam |

### Europa (UEFA)
| - Albanija - Andora - Armenija - Austrija - Azerbajdžan - Bjelorusija - Belgija - BiH - Bugarska - Hrvatska - Cipar - Češka - Danska - Engleska - Estonija - Farski otoci - Finska - Francuska - Gruzija - Njemačka - Grčka - Mađarska - Island - Irska - Izrael - Italija | - Kazahstan - Latvija - Lihtenštajn - Litva - Luksemburg - Makedonija - Malta - Moldavija - Nizozemska - Sjeverna Irska - Norveška - Poljska - Portugal - Rumunjska - Rusija - San Marino - Škotska - Srbija i Crna Gora - Slovačka - Slovenija - Španjolska - Švedska - Švicarska - Turska - Ukrajina - Wales |

### Sjeverna i Srednja Amerika (CONCACAF)
| - Kanada - Kostarika - Salvador - Gvatemala - Honduras - Jamajka - Meksiko | - Nikaragva - Panama - Sveti Kristofor i Nevis - Sveti Vincent i Grenadini - Trinidad i Tobago - SAD |

### Južna Amerika (CONMEBOL)
| - Argentina - Bolivija - Brazil - Čile - Kolumbija | - Ekvador - Paragvaj - Peru - Urugvaj - Venezuela |

### Oceanija (OFC)
| - Australija - Fidži - Novi Zeland | - Salomonski Otoci - Tahiti - Vanuatu |

## Glazba
| - Lady Sovereign - 9 to 5 - Depeche Mode - A Pain That I Am Used To (Jacques Lu Cont Remix) - Howard Jones - And Do You Feel Scared? (Eric Prydz Mix) - Mattafix - Big City Life - Stefy Rae - Chelsea - Ivy Queen - Cuéntale - Men, Women & Children - Dance In My Blood - Resin Dogs Feat. Mystro & Hau - Definition - Swami - DesiRock - Ladytron - Destroy Everything You Touch - Calanit - Do-Dee-Dee-Deem-Dum (Sculptured) - Mando Diao - Down In the Past (Moonbootica Remix) - Maximus Dan - Fighter - Sneaky Sound System - Hip Hop Hooray (Dub Mix) - Du Souto - Ie Mae Jah - F4 - La Prima Volta - Frank Popp Ensemble - Love Is On Our Side | - Sérgio Mendes feat. Black Eyed Peas - Mas Que Nada - DT8 Project feat. Mory Kanté - Namara - Fischerspooner - Never Win - Nortec Collective - Tijuana Makes Me Happy - Tip Top - Tip Top - Voicst - Whatever You Want from life - Masrhon - Sobremesa - Furius Kay & Lou Valentino - People Shining - Gabin featuring China Moses - The Other Way Round - Polinesia - Aloha - Damien J. Carter - What World - Die Raketen - Tokyo, Tokyo - KES the band - The Calling - Zola feat. Maduvha - X Girlfriend - Urban Puppets - Sweat - The Go! Team - The Power Is On - Vanness Wu - Poker Face - Ojos de Brujo - Tiempo de Drumba |

## Vanjske poveznice
- Službena stranica
- 2006 FIFA World Cup (Xbox 360)  Arhivirana inačica izvorne stranice od 28. siječnja 2010. (Wayback Machine) na GameSpotu
- 2006 FIFA World Cup na IGN-u
- 2006 FIFA World Cup na BytePressu
- Popis uspjeha Xbox 360 verzije[neaktivna poveznica]

| Prethodnik:         | Službena videoigra FIFA SP-a 2006. | Nasljednik:         |
| 2002 FIFA World Cup | Službena videoigra FIFA SP-a 2006. | 2010 FIFA World Cup |